# Altajjärnsparv
Altajjärnsparv (Prunella himalayana) är en asiatisk bergslevande fågel i familjen järnsparvar inom ordningen tättingar.

## Utseende
Altajjärnsparven är en rätt stor medlem av familjen med en kroppsstorlek på 15-15,5 cm. Den har grått huvud, vit strupe inramad av svarta fläckar, kastanjebrun mörkstreckad mantel och rygg, med blekare brunt på övergumpen. Vingarna är rostbruna med två vita vingband. Undersidan är vit med roströd fläckning på bröst och flanker.

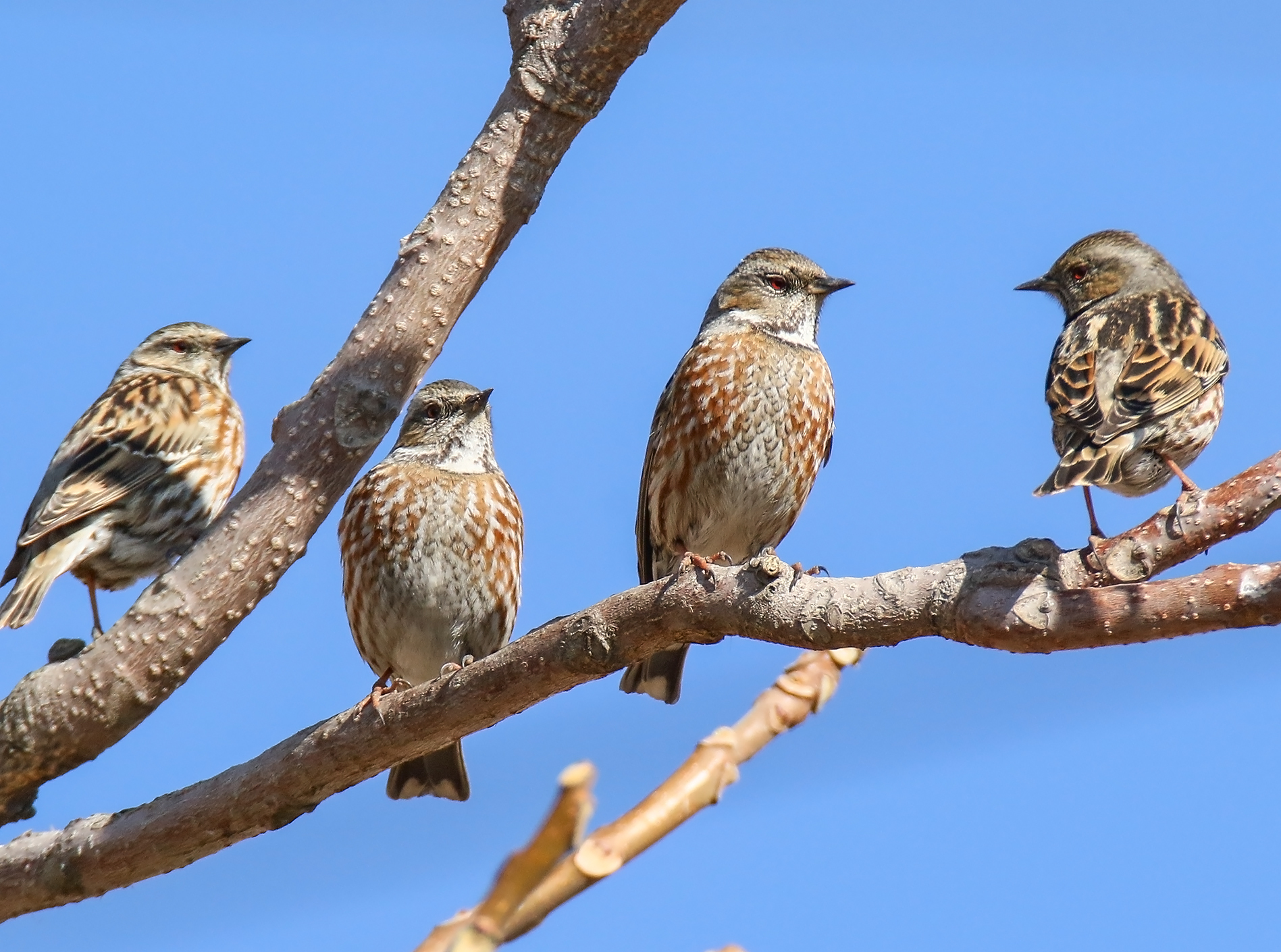

## Utbredning
Altajjärnsparven förekommer från bergsområden i södra Ryssland (Altaj österut till bergstrakter öster om Bajkalsjön) och nordvästra Mongoliet söderut till Tien Shan, Pamir och nordöstra Afghanistan. Utanför häckningstid ses den i Himalaya österut till åtminstone Bhutan. Utbredningsområdets yttre gränser är dock inte väl kända.

## Systematik
DNA-studier visar att fågeln är systerart till alpjärnsparven (Prunella collaris). Dessa två är systergrupp till resten av familjen järnsparvar. Den behandlas som monotypisk, det vill säga att den inte delas in i några underarter.

## Levnadssätt
Altajjärnsparven häckar på steniga alpängar i sparsamt bevuxna klippiga sluttningar på mellan 2800 och 5000 meters höjd. Sommartid lever den mest av ryggradslösa djur, vintertid även bär. Fågeln häckar mellan maj och augusti och lägger troligen två kullar.

## Status och hot
Arten har ett stort utbredningsområde och en stor population med stabil utveckling och tros inte vara utsatt för något substantiellt hot. Utifrån dessa kriterier kategoriserar internationella naturvårdsunionen IUCN arten som livskraftig (LC). Världspopulationen har inte uppskattats men den beskrivs som inte så talrik, dock i forna Sovjetunionen vanlig på vissa ställen, ganska vanlig i norra Indien och Nepal samt ovanlig i Bhutan.

## Namn
Fågelns svenska namn stavades tidigare altaijärnsparv, men altaj är den språkligt vedertagna stavningen av bergsområdet.